# Хангтаун фрай
Хангтаун фрай (англ. Hangtown fry) — вариант омлета, который стал известен во время Калифорнийской золотой лихорадки в США в 1850-х годах. Наиболее распространённая версия включает обжаренные вместе бекон и устрицы в сочетании с жареными яйцами.

## История
Блюдо было изобретено в Пласервилле, штат Калифорния, тогда известном как Хангтаун из-за многочисленных повешений (англ. hang), которые там произошли. Согласно большинству источников, это блюдо было изобретено, когда один золотоискатель разбогател, направился в отель «Кэри Хаус» и потребовал самое дорогое блюдо, которое могла предложить кухня. Самыми дорогими доступными ингредиентами были яйца, которые были хрупкими и их нужно было осторожно доставлять в шахтёрский городок; бекон, доставленный с Восточного побережья; и устрицы, которые должны были быть доставлены на льду из Сан-Франциско, более чем в 100 милях.
Ещё один миф о возникновении блюда рассказывают официанты в ресторане Sam’s Grill в Тибуроне, к северу от Сан-Франциско. В окружной тюрьме в Пласервилле осуждённого спросили, что он хотел бы съесть в последний раз. Он быстро прикинул и заказал омлет с устрицами, зная, что устриц придётся доставлять по воде пароходом за сто миль, и по ухабистой дороге, что отсрочило его казнь на день.
Блюдо было популяризировано рестораном Tadich Grill в Сан-Франциско, где оно присутствует в меню уже 160 лет.
По данным Музея округа Эльдорадо, «Ни одно блюдо не олицетворяет Калифорнию и её золотую лихорадку больше, чем Хангтаун фрай. Оно было создано в эпицентре золотой лихорадки, в то время, когда зарождался великий штат. Как и копатели, которые работали на берегах рек и склонах холмов, а также население, которое последовало за ними, это уникальное сочетание многих вещей, как местных, так и привезённых из других мест».
В эпизоде 1962 года «Хангтаун Фрай» телевизионного вестерн-сериала «Дни в Долине Смерти», ведущим актёром которого был Стэнли Эндрюс, актёр Фабрицио Миони играл роль Пола Дюваля, молодого человека, ложно приговорённого к виселице в Пласервилле, известного тогда как Хангтаун. По сюжету Дюваль заказывает выдуманный рецепт бекона и устриц в виде яичного омлета в надежде отложить казнь, в то время как его девушка Энн Алтон (Нэнси Ренник) отчаянно ищет информацию, чтобы оправдать его. Хелен Клиб сыграла мать Энн.

## Вариации
Яйца обычно взбивают, хотя существуют и рецепты с яичницей-глазуньей.
Рецепт до сих пор доступен в некоторых калифорнийских ресторанах.
Более поздние вариации блюда включают добавление лука, болгарского перца или различных специй, а также обжаривание устриц во фритюре перед добавлением их в омлет.
Три версии включены в сборник Booth Seafood Co, кулинарной книги Джеймса Берда 1954 года.
Кулинарный писатель и шеф-повар Марк Биттман создал свою собственную версию Hangtown Fry в одном из своих минималистских кулинарных видео для The New York Times.